# Deborah Schöneborn
Deborah „Debbie“ Schöneborn (* 13. März 1994 in Troisdorf, Nordrhein-Westfalen) ist eine deutsche Sportlerin, die ehemals im Modernen Fünfkampf antrat und sich nun in der Leichtathletik auf Mittel-, Lang-, Cross-, Straßen- und Marathonläufe spezialisiert hat.

## Berufsweg
Schöneborn studiert Medizin an der zur Humboldt-Universität gehörenden Charité. Im April 2019 legte sie das Staatsexamen ab, danach stand das Praktische Jahr an. Am 14. Dezember 2020 beendete sie mit dem Bestehen des dritten Staatsexamens offiziell ihr Medizinstudium. An der Abteilung für Sportmedizin schreibt Schöneborn an ihrer Doktorarbeit mit dem Titel: „Laborparameterveränderungen beim 160 km Ultralauf.“

## Sportliche Karriere
Deborah Schöneborn spielte als Kind zunächst Tennis und turnte, merkte aber schon früh, dass Ausdauer ihre große Stärke ist und begann im Alter von zwölf Jahren mit Schwimmen und Laufen bei den Schwimm- und Sportfreunden Bonn (SSF Bonn), wo sie sich auch als Triathletin versuchte. Anschließend baute sie langsam die verschiedenen Disziplinen für den Modernen Fünfkampf auf, da man bei dieser Sportart nicht mit allen fünf Einzeldisziplinen gleichzeitig beginnt.
Ihre größten Erfolge als Fünfkämpferin waren ein dritter Platz bei Deutschen Jugendmeisterschaften und 2014 die Finalteilnahme bei den Juniorenweltmeisterschaften. Schöneborn blieb bis zu ihrem Studienbeginn beim Modernen Fünfkampf. Sie konnte dann die Anwesenheitspflicht an der Charité nicht mehr mit der sehr trainingsintensiven Sportart mit fünf Trainingsplänen und unterschiedlichen Trainingsorten in Einklang bringen, blieb aber bei der Disziplin, die ihr beim Fünfkampf die liebste war: dem Laufen. Wegen ihrer Ausdauerstärke bestreitet Schöneborn Langstrecken. Lag ihr Fokus zunächst auf den kürzeren Langstreckendistanzen, wandte sich Schöneborn mit der Zeit immer längeren Laufstrecken zu. Sie tendiert langfristig zum Straßenlauf, da sie sich mit Tempoverschärfungen und plötzlichen Antritten schwer tut, was eine Karriere auf der Bahn erschwert, wo viele Rennen taktisch geprägt sind.
Schon 2016, noch beim SSF Bonn, war Schöneborn bei Laufwettbewerben erfolgreich. Beim Mittsommernachts-Sportfest in Berlin kam sie über 3000 Meter auf den zweiten Platz. Bei den Deutschen U23-Meisterschaften erreichte sie über 5000 Meter den vierten Rang und Deutsche U23-Vizemeisterin wurde sie beim 10-km-Straßenlauf.
2017 holte Schöneborn bei den Deutschen Crosslauf-Meisterschaften Bronze mit der Mannschaft und kam im 10.000-Meter-Lauf der Deutschen Meisterschaften auf den vierten Platz. Erneut Bronze holte sie über 3000 Meter bei den Deutschen Hochschulmeisterschaften. Im Herbst wurde sie beim 10 km-Straßenlauf Deutsche Hochschulmeisterin.
2018 begann Schöneborn als Deutsche Hochschulhallenmeisterin über 3000 Meter das Jahr, wurde mit der Mannschaft Deutsche Crosslauf-Meisterin und über 10.000 Meter Deutsche Vizemeisterin. Über 5000 Meter kam sie bei den Deutschen Meisterschaften auf den vierten Platz. Weiteres Gold holte sie als Deutsche 10-km-Straßenlaufmeisterin mit der Mannschaft und Silber im Einzel. Ihr internationales Debüt hatte Schöneborn bei den Crosslauf-Europameisterschaften, wo sie mit der Mannschaft Bronze errang. Neben den Meisterschaftsrennen siegte Schöneborn beim Citylauf Dresden, war beste Deutsche beim 10 Kilometer langen Paderborner Osterlauf und Zweitplatzierte beim Frauenlauf Berlin. Bei ihrem Halbmarathondebüt Anfang Oktober kam sie in 1:14:13 h auf Anhieb auf den dritten Rang.
2019 holte Schöneborn über 3000 Meter bei den Deutschen Hallenmeisterschaften Bronze. Erneut wurde sie Deutsche Crosslaufmeisterin mit der Mannschaft und belegte über 10.000 Meter bei den Deutschen Meisterschaften den vierten Platz. International erreichte sie bei der Sommeruniversiade im Halbmarathon den 4. Rang. Bei den Deutschen Meisterschaften holte Schöneborn über 5000 Meter ebenfalls den 4. Platz und wurde Deutsche 10-km-Straßenlaufvizemeisterin mit der Mannschaft. Bei ihrem Marathondebüt Mitte Oktober beim Köln-Marathon lief Schöneborn in 2:31:18 h nicht nur als erste Frau über die Ziellinie, sondern auch als vierter Teilnehmer des Gesamtfeldes, wobei sie die Norm (2:29:30 h) für die Olympischen Spiele 2020 in Tokio nur knapp verpasste.
2020 wurde sie erneut Deutsche Crosslaufmeisterin mit der Mannschaft, wozu sie mit einer Vizemeisterschaft im Einzel beitrug. In der wegen der COVID-19-Pandemie verspätet gestarteten Freiluftsaison gelang ihr die Normerfüllung am Nikolaustag beim Valencia-Marathon. Mit ihrer Zeit von 2:26:55 h schob sich Schöneborn hinter Melat Kejeta auf Platz zwei in der Liste der deutschen Läuferinnen mit erfüllter Olympianorm.
2021 belegte Schöneborn beim Olympiamarathon in Sapporo mit einer Zeit von 2:33:08 h den 18. Rang unter 88 Teilnehmerinnen. Sie war die fünftbeste Europäerin im Feld.

## Vereinszugehörigkeiten
Schöneborn startet seit Januar 2022 für den SCC Berlin, sie ist dort Mitglied im Marathon-Team Berlin. Vorher war sie bei der LG Nord Berlin und beim SSF Bonn.

## Persönliche Bestleistungen
Stand: 22. März 2023, Quelle 
Halle
- 1500 m: 4:29,86 min, Berlin, 19. Januar 2019
- 3000 m: 9:21,60 min, Dortmund, 18. Februar 2018

Freiluft
- 1500 m: 4:29,50 min, Erfurt, 26. Juli 2017
- 3000 m: 9:34,71 min, Regensburg, 10. Juni 2017
- 5000 m: 15:49,81 min, Nürnberg, 22. Juli 2018
- 10.000 m: 33:02,87 min, Mainz, 1. Mai 2021
- 10 km: 32:53 min, Dresden, 16. Oktober 2022
- Halbmarathon: 1:09:41 h, Sevilla, 29. Januar 2023
- Marathon: 2:24:54 h, Houston, 14. Januar 2024

## Erfolge
national
- 2016: 4. Platz Deutsche U23-Meisterschaften (5000 m)
- 2016: Deutsche U23-Vizemeisterin (10 km Straße)
- 2017: 3. Platz Deutsche Crosslauf-Meisterschaften (Mannschaft – 5,84 km)
- 2017: 4. Platz Deutsche Meisterschaften (10.000 m)
- 2017: 3. Platz Deutsche Hochschulmeisterschaften (3000 m)[5]
- 2017: 6. Platz Deutsche Meisterschaften (5000 m)
- 2017: 14. Platz Deutsche Straßenlauf-Meisterschaften (10 km Straße)
- 2017: Deutsche Hochschulmeisterin (10 km Straße)
- 2018: 6. Platz Deutsche Hallenmeisterschaften (3000 m)
- 2018: Deutsche Hochschulhallenmeisterin (3000 m)[7]
- 2018: Deutsche Crosslauf-Meisterin (Mannschaft, 6. Platz Einzel)
- 2018: Deutsche Vizemeisterin (10.000 m)
- 2018: 4. Platz Deutsche Meisterschaften (5000 m)
- 2018: Deutsche 10-km-Straßenlaufmeisterin (Mannschaft, Vizemeisterin Einzel)
- 2019: 3. Platz Deutsche Hallenmeisterschaften (3000 m)
- 2019: Deutsche Crosslaufmeisterin (Mannschaft, 4. Platz Einzel)
- 2019: 4. Platz Deutsche Meisterschaften (5000 m und 10.000 m)
- 2019: Deutsche 10-km-Straßenlaufvizemeisterin (Mannschaft, 4. Platz Einzel)
- 2020: Deutsche Crosslaufmeisterin (Mannschaft, 2. Platz Einzel)
- 2023: 3. Platz Einzel, 2. Platz Mannschaft Deutsche Meisterschaften 10-km-Straßenlauf

international
- 2018: 3. Platz Crosslauf-Europameisterschaften (Mannschaft, 27. Platz Einzel)
- 2019: 4. Platz Sommeruniversiade (Halbmarathon)[8]
- 2021: 18. Platz Olympische Sommerspiele (Marathon)

## Familie
Ihre Zwillingsschwester Rabea konkurriert ebenfalls auf den Laufstrecken, und die ältere Schwester Lena ist Olympiasiegerin im Modernen Fünfkampf.